# Arrondissement de la Route-du-Vin-du-Sud
L'arrondissement de la Route-du-Vin-du-Sud (en allemand : Landkreis Südliche Weinstraße) est un arrondissement du land de Rhénanie-Palatinat en Allemagne. Son chef lieu est Landau in der Pfalz.

## Histoire
À partir de 1991, la ville-arrondissement est impliquée dans la coopération transfrontalière, en adhérant à l'eurodistrict Pamina.

## Villes, communes & communautés d'administration
Communes fusionnées avec leurs municipalités associées (chef-lieu des communes fusionnées *) :
- 1. Commune fusionnée d'Annweiler am Trifels

1. Albersweiler
2. Annweiler am Trifels, ville *
3. Dernbach
4. Eußerthal
5. Gossersweiler-Stein
6. Münchweiler am Klingbach
7. Ramberg
8. Rinnthal
9. Silz
10. Völkersweiler
11. Waldhambach
12. Waldrohrbach
13. Wernersberg

- 2. Commune fusionnée de Bad Bergzabern

1. Bad Bergzabern, ville *
2. Barbelroth
3. Birkenhördt
4. Böllenborn
5. Dierbach
6. Dörrenbach
7. Gleiszellen-Gleishorbach
8. Hergersweiler
9. Kapellen-Drusweiler
10. Kapsweyer
11. Klingenmünster
12. Niederhorbach
13. Niederotterbach
14. Oberhausen
15. Oberotterbach
16. Oberschlettenbach
17. Pleisweiler-Oberhofen
18. Schweigen-Rechtenbach
19. Schweighofen
20. Steinfeld
21. Vorderweidenthal

- 3. Commune fusionnée d'Edenkoben

1. Altdorf
2. Böbingen
3. Burrweiler
4. Edenkoben, ville *
5. Edesheim
6. Flemlingen
7. Freimersheim (Pfalz)
8. Gleisweiler
9. Gommersheim
10. Großfischlingen
11. Hainfeld
12. Kleinfischlingen
13. Rhodt unter Rietburg
14. Roschbach
15. Venningen
16. Weyher in der Pfalz

- 4. Commune fusionnée de Herxheim

1. Herxheim bei Landau/Pfalz *
2. Herxheimweyher
3. Insheim
4. Rohrbach

- 5. Commune fusionnée du pays de Landau [Chef-lieu: Landau in der Pfalz]

1. Billigheim-Ingenheim
2. Birkweiler
3. Böchingen
4. Eschbach
5. Frankweiler
6. Göcklingen
7. Heuchelheim-Klingen
8. Ilbesheim bei Landau in der Pfalz
9. Impflingen
10. Knöringen
11. Leinsweiler
12. Ranschbach
13. Siebeldingen
14. Walsheim

- 6. Commune fusionnée de Maikammer

1. Kirrweiler (Pfalz)
2. Maikammer *
3. Sankt Martin

- 7. Commune fusionnée d'Offenbach an der Queich

1. Bornheim
2. Essingen
3. Hochstadt (Pfalz)
4. Offenbach an der Queich *